# Sasaki Hirokazu
Hirokazu Sasaki (sinh ngày 16 tháng 2 năm 1962) là một cầu thủ bóng đá người Nhật Bản.

## Sự nghiệp câu lạc bộ
Hirokazu Sasaki đã từng chơi cho Matsushita Electric, Verdy Kawasaki và Cerezo Osaka.

## Thống kê câu lạc bộ

### J.League
| Đội            | Năm       | J.League | J.League | J.League Cup | J.League Cup | Tổng cộng | Tổng cộng |
| Đội            | Năm       | Trận     | Bàn      | Trận         | Bàn          | Trận      | Bàn       |
| -------------- | --------- | -------- | -------- | ------------ | ------------ | --------- | --------- |
| Verdy Kawasaki | 1992      | -        | -        | 0            | 0            | 0         | 0         |
| Verdy Kawasaki | 1993      | 7        | 0        | 0            | 0            | 7         | 0         |
| Cerezo Osaka   | 1995      | 12       | 0        | -            | -            | 12        | 0         |
| Tổng cộng      | Tổng cộng | 19       | 0        | 0            | 0            | 19        | 0         |